# Philip Deignan
Pour les articles homonymes, voir Deignan.
Philip Deignan, né le 7 septembre 1983 à Letterkenny, est un coureur cycliste irlandais. Professionnel de 2005 à 2018, il a notamment remporté une étape du Tour d'Espagne 2009.

## Biographie
Vainqueur en 2004 de la Ronde de l'Isard, Philip Deignan commence sa carrière professionnelle en 2005 au sein de l'équipe AG2R Prévoyance. Il remporte cette année-là le Tour du Doubs. 
Il est sélectionné à cinq reprises avec l'équipe d'Irlande pour les championnats du monde (2006, 2007, 2008, 2009 et 2014), avec comme meilleur résultat une 40e place en 2009 et quatre abandons. Il a également terminé 80e de la course en ligne des Jeux de Pékin en 2008.
En 2009, il rejoint l'équipe Cervélo Test. En septembre de cette même année, il remporte la 18e étape du Tour d'Espagne, après avoir devancé Roman Kreuziger lors d'un sprint à deux à Avila. Il devient le premier Irlandais à remporter une étape d'un grand tour depuis la victoire de Stephen Roche sur le Tour de France 1992. Il termine la course à la neuvième place du classement final, son meilleur résultat sur un grand tour.
Il s’engage avec la formation américaine RadioShack pour la saison 2011. Il termine son troisième Tour d'Italie où il prend la 47e place. En 2012 et 2013, il évolue avec l'équipe américaine UnitedHealthcare, qui court avec une licence d'équipe continentale professionnelle.
En 2014, il retrouve le World Tour, au sein de l'équipe Sky, où il a un rôle d'équipier sur les courses par étapes. À la fin de la saison 2015, il prolonge son contrat avec l'équipe Sky.
En 2017, il participe au Tour d'Italie, son dernier grand tour. Il arrête sa carrière à l'issue de la saison 2018, après 14 ans de carrière professionnelle.

## Vie privée
Le 17 septembre 2016, il se marie avec Elizabeth Armitstead à Otley.  Le 23 septembre 2018, elle donne naissance à une fille nommée Orla. En 2019, il fait 14 heures de route aller-retour pour aller chercher Ian Boswell, victime d'une chute sur Tirreno-Adriatico et hospitalisé à Urbino. 

## Palmarès et classements mondiaux

### Palmarès
- 2001
  - 2e étape du Tour d'Irlande juniors
  - 2e du Tour d'Irlande juniors
- 2003
  - 1re étape du Tour de la Vallée d'Aoste (contre-la-montre par équipes)
  - 3e du Grand Prix de Peymeinade
  - 3e de la Semaine Azuréenne
- 2004
  - 1re étape du Tour du Chablais
  - Ronde de l'Isard :
    - Classement général
    - 2e et 5e étapes

  - 2e du championnat d'Irlande sur route espoirs
  - 3e du Tour du Chablais
- 2005
  - Tour du Doubs
  - 5e du championnat d'Europe sur route espoirs
  - 9e du championnat du monde sur route espoirs
- 2009
  - 18e étape du Tour d'Espagne
  - 9e du Tour d'Espagne
- 2013
  - Classement général du Tour of the Gila
  - 2e du Tour de Beauce
- 2014
  - 7e du Tour de Pologne

### Résultats sur les grands tours

#### Tour d'Italie
6 participations
- 2008 : 79e
- 2009 : 56e
- 2011 : 47e
- 2014 : 43e
- 2016 : abandon (19e étape)
- 2017 : 37e

#### Tour d'Espagne
4 participations
- 2007 : 71e
- 2009 : 9e, vainqueur de la 18e étape
- 2010 : abandon (11e étape)
- 2014 : 39e

### Classements mondiaux
| Année                                 | 2005 | 2006 | 2007 | 2008 | 2009 | 2010 | 2011 | 2012 | 2013  | 2014 | 2015 | 2016  | 2017  | 2018  |
| ------------------------------------- | ---- | ---- | ---- | ---- | ---- | ---- | ---- | ---- | ----- | ---- | ---- | ----- | ----- | ----- |
| Calendrier mondial                    |      |      |      |      | 75e  | nc   |      |      |       |      |      |       |       |       |
| UCI World Tour                        |      |      |      |      |      |      | 179e |      |       | 92e  | nc   | nc    | 333e  | nc    |
| Classement mondial                    |      |      |      |      |      |      |      |      |       |      |      | 2127e | 1394e | 1874e |
| UCI Europe Tour                       | 79e  |      |      |      | 458e | nc   |      | nc   | 1026e |      |      | 1421e | 1437e | 1246e |
| UCI Asia Tour                         | nc   |      |      |      | 202e | nc   |      | nc   | nc    |      |      | nc    | nc    | nc    |
| UCI America Tour                      | nc   |      |      |      | nc   | nc   |      | 439e | 10e   |      |      | nc    | nc    | nc    |
|                                       |      |      |      |      |      |      |      |      |       |      |      |       |       |       |
| Légende : nc = non classéSource : UCI |      |      |      |      |      |      |      |      |       |      |      |       |       |       |